# Martin Lüscher
Martin Lüscher (Berna, 3 de agosto de 1949) é um físico teórico suíço.
Trabalha principalmente com cromodinâmica quântica numérica (teoria de campo reticulado).

## Publicações selecionadas
- Lüscher “Von den Pionen zu den fundamentalen Parametern der QCD”, Physikalische Blätter 2000 Nr.7/8 (Planck Prize lecture)
- «Lüscher "Chiral gauge theories revisited", Erice Lectures 2000»
- «Lüscher " A Portable High-Quality Random Number Generator for Lattice Field Theory Simulations" 1993». (computer code by Lüscher from his website)
- «Lüscher "Advanced Lattice QCD", Les Houches Lectures 1997»